# Arbetstid

Sedan 1870 har produktiviteten ökat samtidigt som antalet arbetade timmar minskat. Detta har gjort att bland annat arbetskritiker frågat sig varför vi inte ännu har sex timmars arbetsdag.

Arbetstid är den tid som människor ägnar åt förvärvsarbete. Flera länder reglerar arbetstiden i lag gällande exempelvis dagliga raster, röda dagar och maximalt antal arbetstimmar per vecka.
Ordinarie arbetstid är den lagligt reglerade gräns för hur lång arbetstiden får vara (i Sverige 40 timmar per vecka). Om en anställd arbetar mer än detta kallas det övertid. Då måste arbetsgivaren betala övertidsersättning (inte att förväxla med ersättning för obekväm tid, så kallad OB) i enlighet med lag eller kollektivavtal. Generellt ligger ordinarie arbetstid på mellan 40 och 44 timmar per vecka (men den varierar från 35 timmar i Frankrike till 112 timmar per vecka i Nordkoreas arbetsläger) och övertidsersättningen ligger mellan 25 och 50 procent över normallönen.
Svenskt Näringsliv och OECD anger hur många timmar man arbetar per år i Sverige och internationellt.
Hur arbetstiden utnyttjas av den anställda rapporteras ofta i en tidrapport. Ankomst och sluttid kan även registreras av speciell apparatur (förr stämpelklocka).

## Jägare-samlare
Sedan tidigt sextiotal har konsensus bland antropologer, historiker och sociologer varit att jägar- och samlarsamhällen åtnjöt mer fritid än kapitalistiska samhällen och jordbrukssamhällen. I en stam bland !Kung-folket i Kalahariöknen uppskattas exempelvis arbetsveckan ha bestått av två och en halv arbetsdag, där arbetsdagens längd var cirka sex timmar. Sammanställd data visar att den genomsnittliga arbetsdagen var kortare än fem timmar.
Ytterligare studier har bland annat undersökt Machiguenga-folket i norra Amazonområdet och ursprungsbefolkningen Kayapo i Brasilien. Dessa studier utvidgade definitionen av arbete till att även inkludera annat än jägar- och samlaraktiviteter, men den genomsnittliga arbetstiden i jägar- och samlarsamhällen var ändå 4,86 timmar, medan maxtiden var under åtta timmar. Det är alltjämt en vanlig missuppfattning att jägare-samlare arbetade långt mer än den moderna människans fyrtio timmars arbetsvecka.

## Modern historia
Den industriella revolutionen gjorde det möjligt för större delar av populationen att arbeta året runt då detta arbete inte var knutet till årstiderna, och artificiell belysning gjorde det möjligt att arbeta längre tid per dag. Bönder och jordbrukare flyttade från landsbygd till urbana fabriker och årsarbetstiden ökade drastiskt. Data visar att arbetsscheman kunde vara så långa som tolv till sexton timmar per dag, sex till sju dagar per vecka.
Under 1900-talet förkortades arbetstiden till nära hälften, mest på grund av facklig förhandling, kollektivavtal och statlig lagstiftning. Arbetsveckan reducerades i större delen av den industrialiserade världen till cirka 40 timmar efter andra världskriget. Arbetstidsförkortningen fortsatte i snabbare takt i Europa än i Amerika, och exempelvis införde Frankrike en 35 timmars arbetsvecka år 2000. År 1995 införde Kina 40 timmars arbetsvecka med borttagandet av halvdagsarbete på lördagar.

## Arbetstidens fördelning
En persons arbetstid kan vara fast arbetstid, då personen i fråga måste infinna sig vid sitt arbete vid ett visst klockslag och slutar på en förutbestämd tid, eller rörlig arbetstid, då tiden på dagen kan variera. En form av rörlig tid är flextid, alltså flexibel tid, då personen i olika utsträckning själv kan välja när han eller hon börjar och slutar, förutsatt att ett visst antal timmar ändå ägnas åt arbete.

## Sverige
1571 infördes i Sverige en helgdagsreduktion, som begränsade antalet helgdagar till 32 i hela riket. Syftet med reduktionen var att avskaffa katolska högtider, men medförde i praktiken att antalet arbetsdagar blev flera. 1772 genomfördes ännu en helgdagsreduktion men nu med uttalat syfte att minska antalet arbetsfria dagar.
1856 lade bondeståndets representant Nils Hansson fram en motion i riksdagen om en begränsning av arbetsdagen till tolv timmar. Denna första motion om generell lagstadgad arbetstid ledde dock inte till någon åtgärd.
1881 infördes i Sverige en kunglig förordning som reglerade minderårigas arbete.
1890 samlades Första maj-demonstrationerna för första gången under parollen "Åtta timmars arbetsdag" och som byggde på att dygnet uppdelades i åtta timmar vardera för arbete, fritid och vila, men det skulle ta trettio år innan kravet uppnåddes. På 1910-talet låg den genomsnittliga svenska veckoarbetstiden på 55-60 timmar, vilket bland annat berodde på ett centralt avtal mellan facket och den nybildade arbetsgivarorganisationen inom verkstadsindustrin. 
En provisorisk lag om 48 timmars arbetsvecka antogs 1919 (prop 1919:247) och infördes 1920. Högsta tillåtna veckoarbetstid blev därmed 48 timmar, vilket innebar 8 timmar daglig arbetstid eftersom arbetsveckan omfattade måndag-lördag. Längsta tillåtna arbetstid per dag blev 9 timmar, vilket bland annat berodde på att arbetsolyckor tenderade att öka mot slutet av arbetsdagen. Ursprungligen var lagen tidsbegränsad och skulle utvärderas men efter fördröjningar blev den permanentad 1930. Lagen omfattade i praktiken endast anställda inom industri och transport och gällde inte statligt anställda, hembiträden, handelsanställda och anställda inom jordbruket.
Tjänstemännen sänkte arbetstiden via avtal i olika steg så att på 1920-talet blev en veckoarbetstid 45 timmar, i slutet av 1930-talet 42 timmar och i början av 1950-talet 40 timmar. 
1957 infördes en lag (prop 1957:80) som stipulerade att arbetstiden skulle sänkas med en timme i veckan under tre år så att veckoarbetstiden vid ingången av 1960 skulle vara 45 timmar. 
Avtal ledde till att arbetstiden gradvis sjönk under kommande år innan lagen om 40 timmar arbetstid trädde i kraft 1973.

### Arbetsdagar
Antalet arbetsdagar under ett år varierar från 249 till 254 beroende på vilka veckodagar de allmänna helgdagarna infaller på och om det är skottår eller ej. Om man räknar bort fem veckors semester (25 dagar,) så är det i genomsnitt 226 arbetsdagar på ett normalår och 226,714 arbetsdagar på ett skottår, vilket gör att det i genomsnitt är 226,179 arbetsdagar på ett år.
Det finns huvudsakligen 14 olika varianter av arbetsår beroende på att ett år kan inledas av sju olika veckodagar, samt innehålla eller sakna skottdag. (I tabellen nedan listas de åtta helgdagar som är bundna till ett visst datum - utöver dessa finns det fyra helgdagar som är bundna till en viss vardag: långfredagen (fredag), annandag påsk (måndag) Kristi himmelsfärdsdag (torsdag) och midsommarafton (fredag) - dessa fyra dagar räknas alltså ifrån varje år och anges inte särskilt i tabellen.)
| Dagar | Börjar Med | Arbetsdagar | Vardagar | Röda Helgdagar | Exempelår | 1 jan   | 6 jan   | 1 maj   | 6 jun   | 24 dec  | 25 dec  | 26 dec  | 31 dec  |
| ----- | ---------- | ----------- | -------- | -------------- | --------- | ------- | ------- | ------- | ------- | ------- | ------- | ------- | ------- |
| 365   | Måndag     | 250         | 261      | 1              | 2018      | Måndag  | Lördag  | Tisdag  | Onsdag  | Måndag  | Tisdag  | Onsdag  | Måndag  |
| 365   | Tisdag     | 250         | 261      | 1              | 2019      | Tisdag  | Söndag  | Onsdag  | Torsdag | Tisdag  | Onsdag  | Torsdag | Tisdag  |
| 365   | Onsdag     | 249         | 261      | 0              | 2025      | Onsdag  | Måndag  | Torsdag | Fredag  | Onsdag  | Torsdag | Fredag  | Onsdag  |
| 365   | Torsdag    | 251         | 261      | 2              | 2026      | Torsdag | Tisdag  | Fredag  | Lördag  | Torsdag | Fredag  | Lördag  | Torsdag |
| 365   | Fredag     | 253         | 261      | 4              | 2021      | Fredag  | Onsdag  | Lördag  | Söndag  | Fredag  | Lördag  | Söndag  | Fredag  |
| 365   | Lördag     | 253         | 260      | 5              | 2022      | Lördag  | Torsdag | Söndag  | Måndag  | Lördag  | Söndag  | Måndag  | Lördag  |
| 365   | Söndag     | 251         | 260      | 3              | 2017      | Söndag  | Fredag  | Måndag  | Tisdag  | Söndag  | Måndag  | Tisdag  | Söndag  |
| 366   | Måndag     | 251         | 262      | 1              | 2024      | Måndag  | Lördag  | Onsdag  | Torsdag | Tisdag  | Onsdag  | Torsdag | Tisdag  |
| 366   | Tisdag     | 251         | 262      | 1              | 2036      | Tisdag  | Söndag  | Torsdag | Fredag  | Onsdag  | Torsdag | Fredag  | Onsdag  |
| 366   | Onsdag     | 252         | 262      | 2              | 2020      | Onsdag  | Måndag  | Fredag  | Lördag  | Torsdag | Fredag  | Lördag  | Torsdag |
| 366   | Torsdag    | 254         | 262      | 4              | 2032      | Torsdag | Tisdag  | Lördag  | Söndag  | Fredag  | Lördag  | Söndag  | Fredag  |
| 366   | Fredag     | 253         | 261      | 4              | 2016      | Fredag  | Onsdag  | Söndag  | Måndag  | Lördag  | Söndag  | Måndag  | Lördag  |
| 366   | Lördag     | 251         | 260      | 3              | 2028      | Lördag  | Torsdag | Måndag  | Tisdag  | Söndag  | Måndag  | Tisdag  | Söndag  |
| 366   | Söndag     | 250         | 261      | 1              | 2040      | Söndag  | Fredag  | Tisdag  | Onsdag  | Måndag  | Tisdag  | Onsdag  | Måndag  |

### Övertid
Svensk arbetstidslag reglerar enbart tak för arbetstid, övertid, jourtid m.m. och hur den får förläggas över olika perioder, liksom krav på dygns- och veckovila, men inte ersättningar. Genom kollektivavtal kan annat överenskommas inom vissa begränsningar. Utan kollektivavtal kan inte enskilt avtal tecknas som avviker från lagen, utan en dispens från myndigheten. Lön och ersättning för övertid m.m. regleras enbart i enskilt anställningsavtal eller genom kollektivavtal, och inte i arbetstidslagen. Arbetsgivaren är oavsett om någon övertidsersättning avtalats eller på annat sätt har beaktats i villkoren skyldig att hålla förteckning över arbetstid och övertid samt tillse att reglerna om arbetstidens förläggning m.m. följs. 

### Folktro
I svensk folktro var det viktigt att hålla kväll, det vill säga sluta arbeta i tid på kvällen. Det var man tvungen att göra inte bara för sin egen skull, utan också på grund av övernaturliga väsen. I en sägen som upptecknats bland annat i Uppland berättas om en bonde som brukade vara ute på åkern och plöja trots att det hunnit bli mörkt. En kväll hörde han ett samtal mellan två troll som bodde i var sitt berg. Det ena trollet frågade: "Får jag låna din stora kittel i kväll?" Det andra trollet frågade då: "Vad ska du ha den till?" Svaret blev: "Jag ska koka Lasse Långomlår, som inte går hem när de andra går." Bonden Lars begav sig då genast hemåt och därefter bar han alltid vitlök i kläderna för att inte bli tagen av trollen. En annan variant av sägnen handlar om två drängar som har tröttnat på att behöva arbeta sent på lördagskvällarna och beger sig upp på varsitt berg och låtsas vara övernaturliga väsen. Den ene säger att han vill låna en kittel för att koka bonden och på frågan från sin drängkollega vad han ska få för besväret blir det oväntade svaret (vilket även bonden hör): "Halsköttet, våmfettet, ena bogen och bägge låren."
En sägen från Bohuslän berättar om en vallpiga som var ute med sina kor. Hon mötte då en jätte som sade: "Dagen är din, men natten är min." Kontentan av det är att människorna var tvungna att respektera gränsen mellan sin egen del av dygnet och den del av dygnet som tillhörde övernaturliga väsen.